# Tutut
Tutut is een bestuurslaag in het regentschap Aceh Barat van de provincie Atjeh, Indonesië. Tutut telt 200 inwoners (volkstelling 2010).